# Mistaria
Mistaria is een geslacht van spinnen uit de  familie van de Agelenidae (trechterspinnen).

## Soort en ondersoort
- Mistaria leucopyga (Pavesi, 1883)
  - Mistaria leucopyga niangarensis (Lessert, 1927)